# Sukawangun
Sukawangun is een bestuurslaag in het regentschap Tasikmalaya van de provincie West-Java, Indonesië. Sukawangun telt 5137 inwoners (volkstelling 2010).